# Harry Simon
Harry Eugene Simon (Beachwood, Ohio, 15 de febrer de 1870 - Catawba Cliffs, Ohio, 31 de març de 1940) va ser un tirador estatunidenc que va competir a primers del segle xx.
El 1908 va prendre part en els Jocs Olímpics de Londres, on disputà dues proves del programa de tir. En la prova de rifle lliure, tres posicions guanyà la medalla de plata, en quedar rere Albert Helgerud, mentre en rifle militar, 1000 iardes finalitzà en 19a posició.